# Tuttle Publishing
Pour les articles homonymes, voir Tuttle.

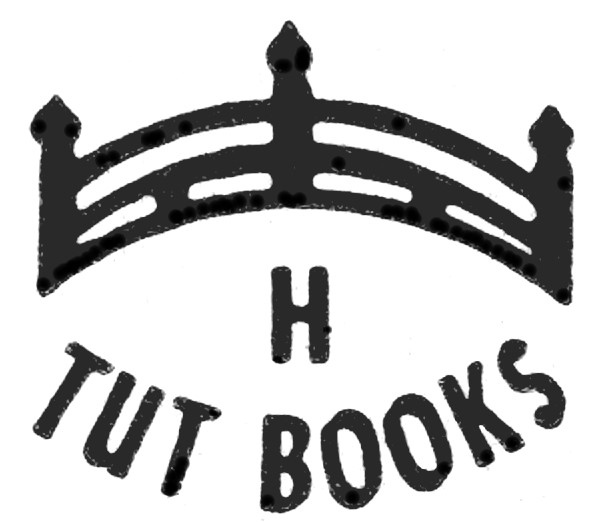
Logo de Tuttle Books

Tuttle Publishing, anciennement dénommée Charles E. Tuttle Company, est une maison d'édition américaine qui regroupe les éditions Tuttle, Periplus Éditions et Journey Éditions.
Avec ses succursales de Clarendon (Vermont), Singapour, Tokyo, et Jakarta, Tuttle Publishing est actuellement la plus importante maison d'édition et de distribution de livres en langue anglaise d'Asie du Sud-Est[réf. nécessaire].
La compagnie fut fondée en 1948 à Tokyo par Charles Egbert Tuttle (1915-1993), dans le but de publier des « livres jetant une passerelle entre l'Orient et l'Occident ».
Longtemps les pages de titre ont mentionné de manière laconique les deux seuls bureaux de la compagnie à Tokyo et Rutland (Vermont).